# Cortège (Boulanger)
Pour les articles homonymes, voir Cortège.
Cortège, ou Morceau pour piano, est une œuvre de Lili Boulanger pour piano seul ou violon (ou flûte) et piano composée en 1914.

## Composition
Cortège, ou Morceau pour piano (titre indiqué sur le manuscrit autographe pour piano seul), est composé les 4 et 5 juin 1914, à la Villa Médicis,.
L'œuvre, qui existe en deux versions, une pour piano seul et une autre pour violon (ou flûte) et piano, est dédiée à Yvonne Astruc.

## Création
Cortège est créé à Paris le 17 décembre 1915 au Petit Palais, avec Nocturne, par Émile Mendels (violon) et la compositrice au piano, lors d'une séance de musique dédiée aux Poilus, autour de l'exposition des « Cocardes de Mimi-Pinson » organisée par Gustave Charpentier. La pièce est reprise le 1er décembre 1917, salle Gaveau, par Yvonne Astruc (violon) et Nadia Boulanger (piano).
Une version pour orgue (transcription de Nadia Boulanger) est donnée par Nadia Boulanger le 9 février 1925 à Philadelphie puis à New York (John Wanamaker Auditorium) le 15 janvier 1925.

## Édition

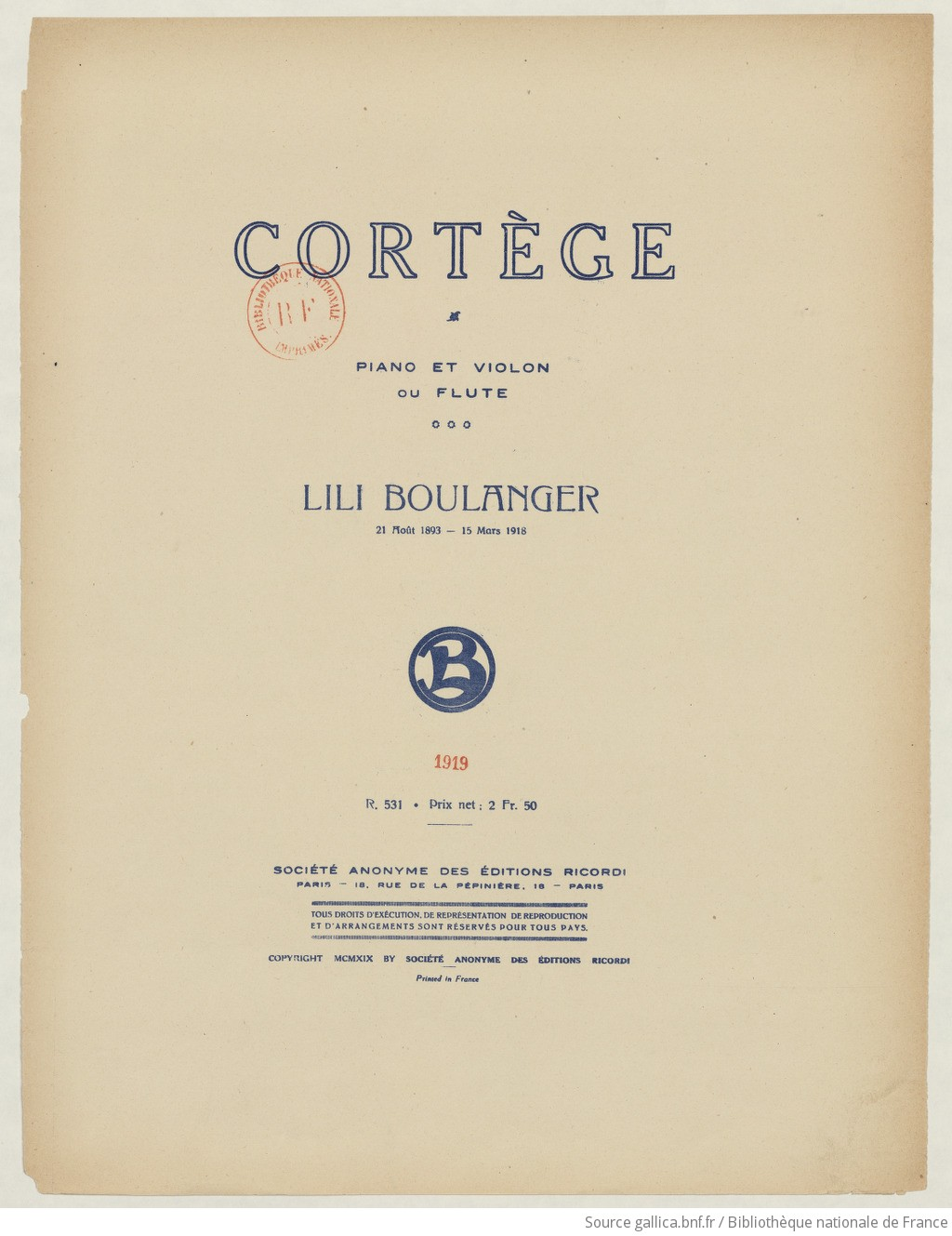
Page de titre de la première édition de la partition (version pour piano et violon ou flûte, éd. Ricordi, 1919).

La version pour piano est publiée par Ricordi en 1919 (cotage R. 537). Le contrat d'édition a été signé par Lili Boulanger le 29 janvier 1918. La date de première publication est le 12 avril 1919, le copyright ayant été attribué en mai 1919 et renouvelé le 3 avril 1947.
L'œuvre est par la suite éditée en recueil par Schirmer (New York, 1979, cotage 48149c), avec D'un jardin clair et D'un vieux jardin, sous le titre de Trois Morceaux pour piano.
La version pour violon (ou flûte) et piano est publiée par Ricordi en 1919 (cotage R. 531). Le contrat d'édition a été signé par Lili Boulanger le 29 janvier 1918. La date de première publication est le 12 avril 1919, le copyright ayant été attribué en mai 1919 et renouvelé le 3 avril 1947.
L'œuvre est par la suite éditée en recueil par Schirmer (New York, 1981, cotage 48156c), avec Nocturne, sous le titre de Deux Morceaux pour violon et piano.

## Commentaires
Cortège, « page enjouée et optimiste, à l'écriture [...] très brillante » et « pleine de saveur », est d'une durée moyenne d'exécution d'une minute quarante environ.
La musicologue Florence Launay relève que la partition, « dans la [...] tonalité de si majeur, est [...] une pièce heureuse. Le court thème dansant de deux mesures parcourt la pièce, en diverses harmonisations et transpositions qui l'éclairent à chaque fois d'un jour nouveau ».
Pour Anne de Fornel, « d'un caractère insouciant et enjoué, Cortège trouve ses sources dans la musique impressionniste avec l'emploi de gammes pentatoniques et de motifs fragmentés ; sa vivacité tient à l'usage fréquent de pizzicati au violon et d'accords stacccato au piano, mais aussi de nuances contrastées ».
Une version piano et violon a été enregistrée par Nadia Boulanger et Yvonne Astruc en 1935 sous le titre Introduction et Cortège. Dans cette version, l'introduction qui précède Cortège est une transcription pour violon et piano d'un fragment de Faust et Hélène (« Le réveil de Faust »).

## Discographie sélective

### Version pour violon et piano
- In Memoriam Lili Boulanger, Olivier Charlier (violon) et Émile Naoumoff (piano), Marco Polo 8.223636, 1993.
- Les heures claires : The Complete Songs Nadia & Lili Boulanger, Sarah Nemtanu (violon) et Anne de Fornel (piano), Harmonia Mundi HMM 90235658, 2023[9] : Introduction et Cortège.
- Fauré, Ravel, Enesco, Boulanger, Gaëtane Prouvost (violon) et Dana Ciocarlie (piano), EnPhases, 2023.

### Version pour piano
- Lili Boulanger : les mélodies, Alain Jacquon (piano), Timpani 1C1042, 1998.
- Lili Boulanger, Hymne au Soleil : Œuvres chorales - Choral works, Antonii Baryshevskyi (piano), Carus 83.489, 2018[10].
- Sisters : Lili & Nadia Boulanger, Complete Piano Works, Johan Farjot (piano), Klarthe, 2021.
- Compositrices françaises, Sophia Vaillant (piano), Indésens, 2022[11].